# سكريمشا

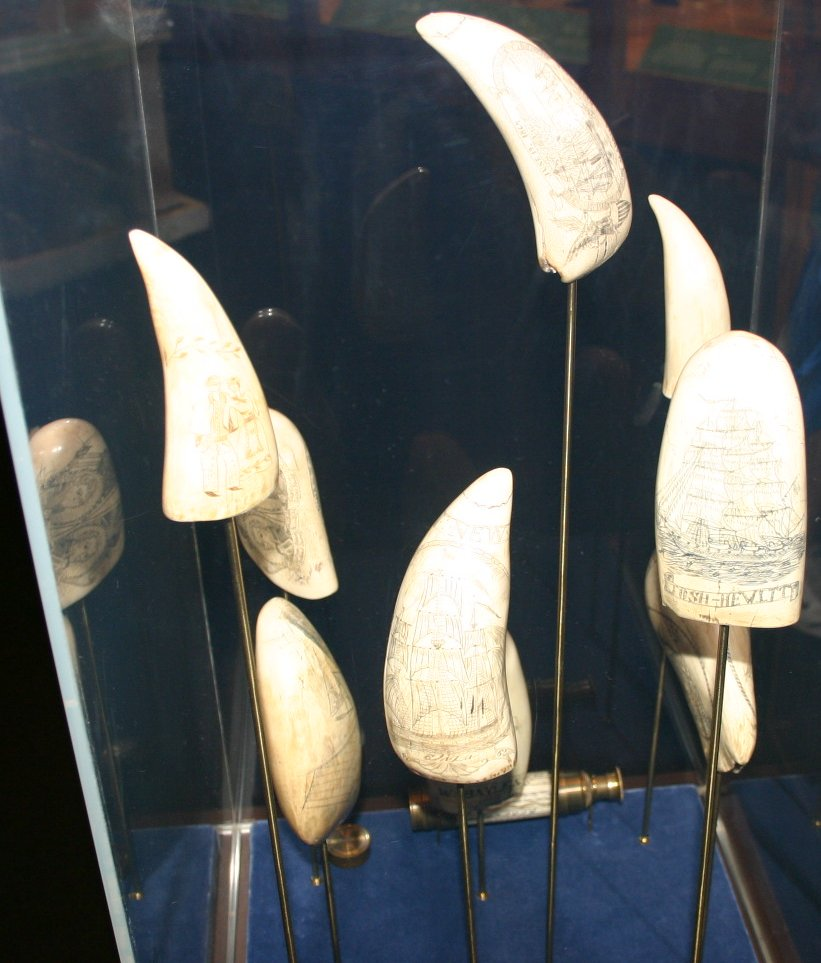
مجموعة صغيرة من السكريمشا

سكريمشا (بالإنجليزية: scrimshaw) عبارة عن فن الزخرفة والنقش والنحت في العظم أو العاج. عادة يشير مصطلح سكريمشا إلى عمل يدوي كان صائدو الحيتان يصنعونه من منتجات ثانوية لعملية حصاد الثدييات البحرية. أكثر المواد شيوعا هي عظام وأسنان حوت العنبر وبالين حيتان أخرى وأنياب الفظظ. السكريمشا عامة يأتي على هيئة النقش، ويأخذ شكل الصور والحروف على سطح العظم أو السن، والنحت يتبين بصباغة من الحبر. وأحيانا السكريمشا يأخذ شكل التمثال الصغير المصنوع من العظم أو السن. ابتدأ السكريمشا على سفن صيد الحيتان في المحيط الهادئ في وقت ما بين 1745 و1759 وواصل حتى منع صيد الحيتان التجاري.

## معرض

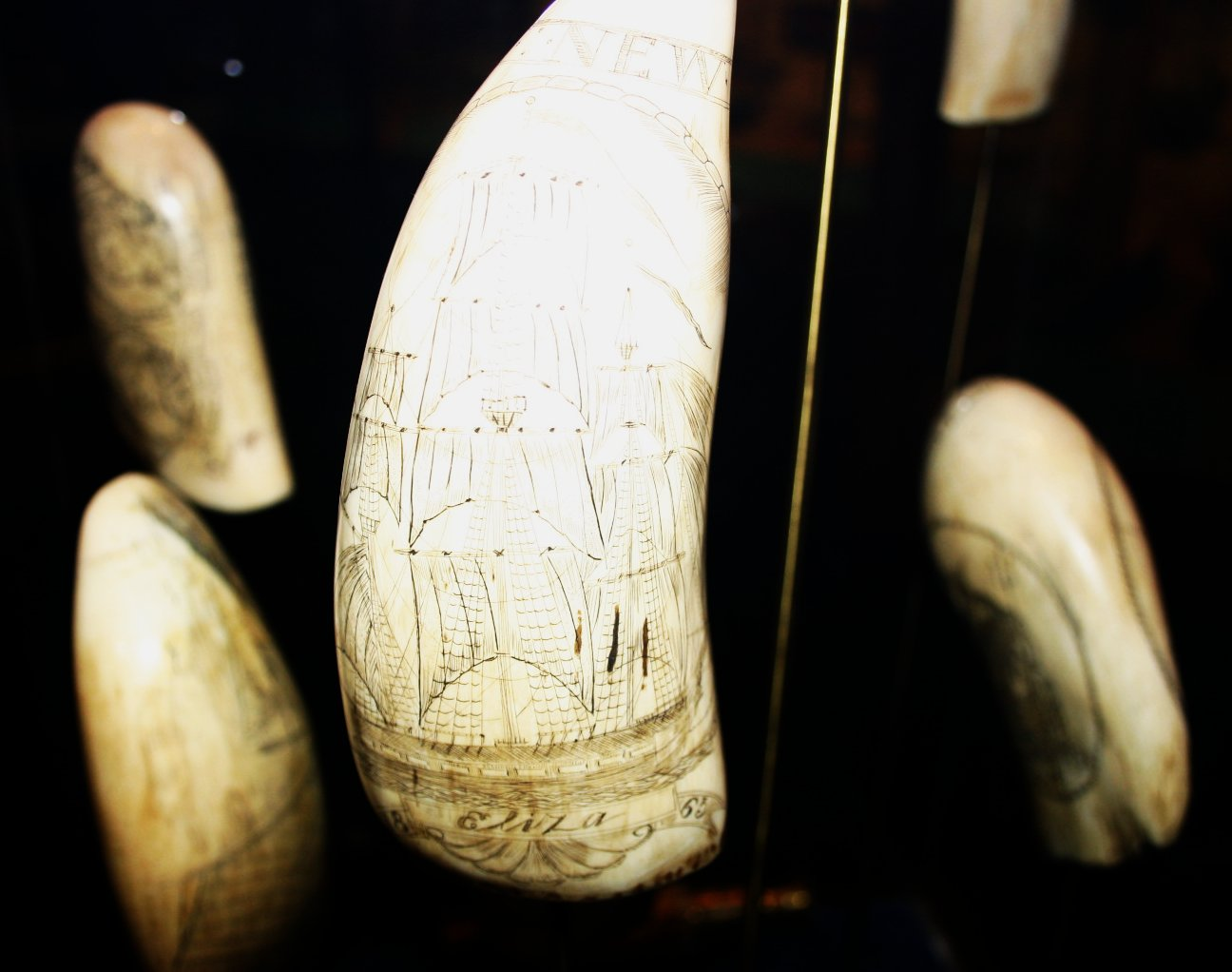
تفصيل قطعة في متحف سميثسونيان
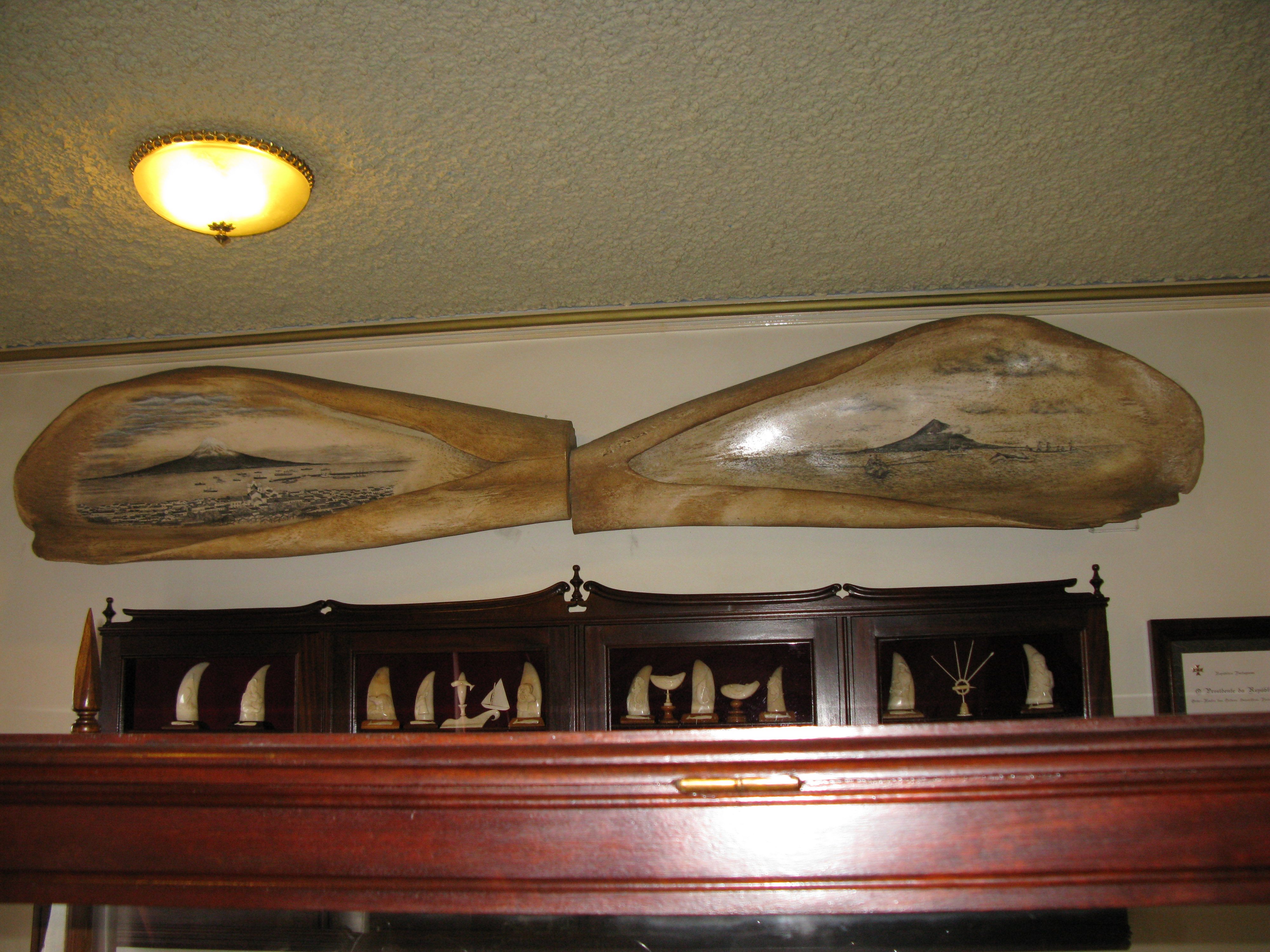
عظم الفك لحوت العنبر والأسنان في مجموعة معروضة في متحف السكريمشا بجزر الأزور
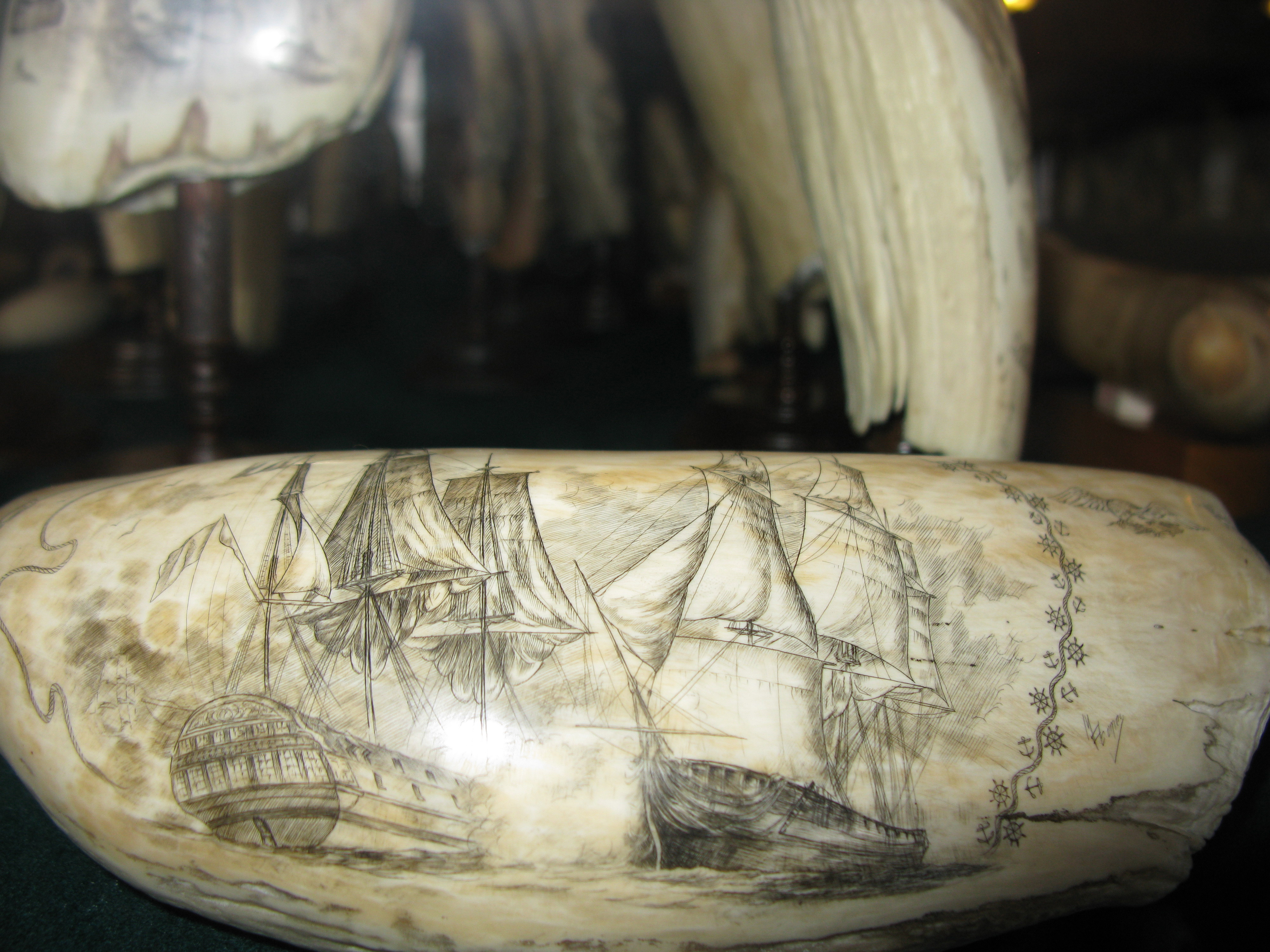
تفصيل على قطعة في متحف السكريمشا في الأزور
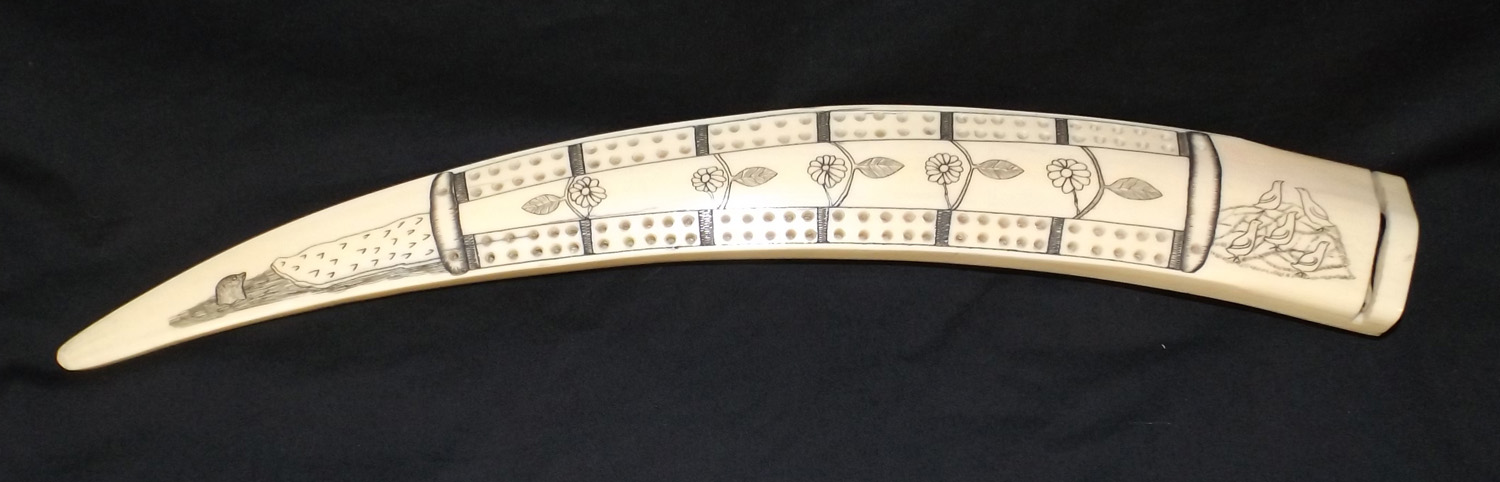
لعبة مصنوعة من السكريمشا
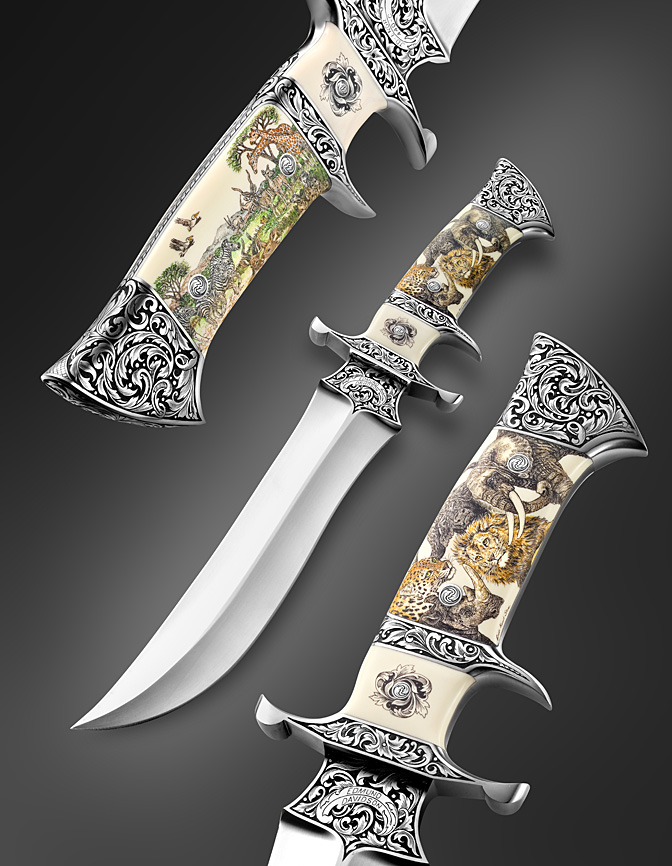
مثال للسكريمشا الحديث للفنان أدمند دايفدسن
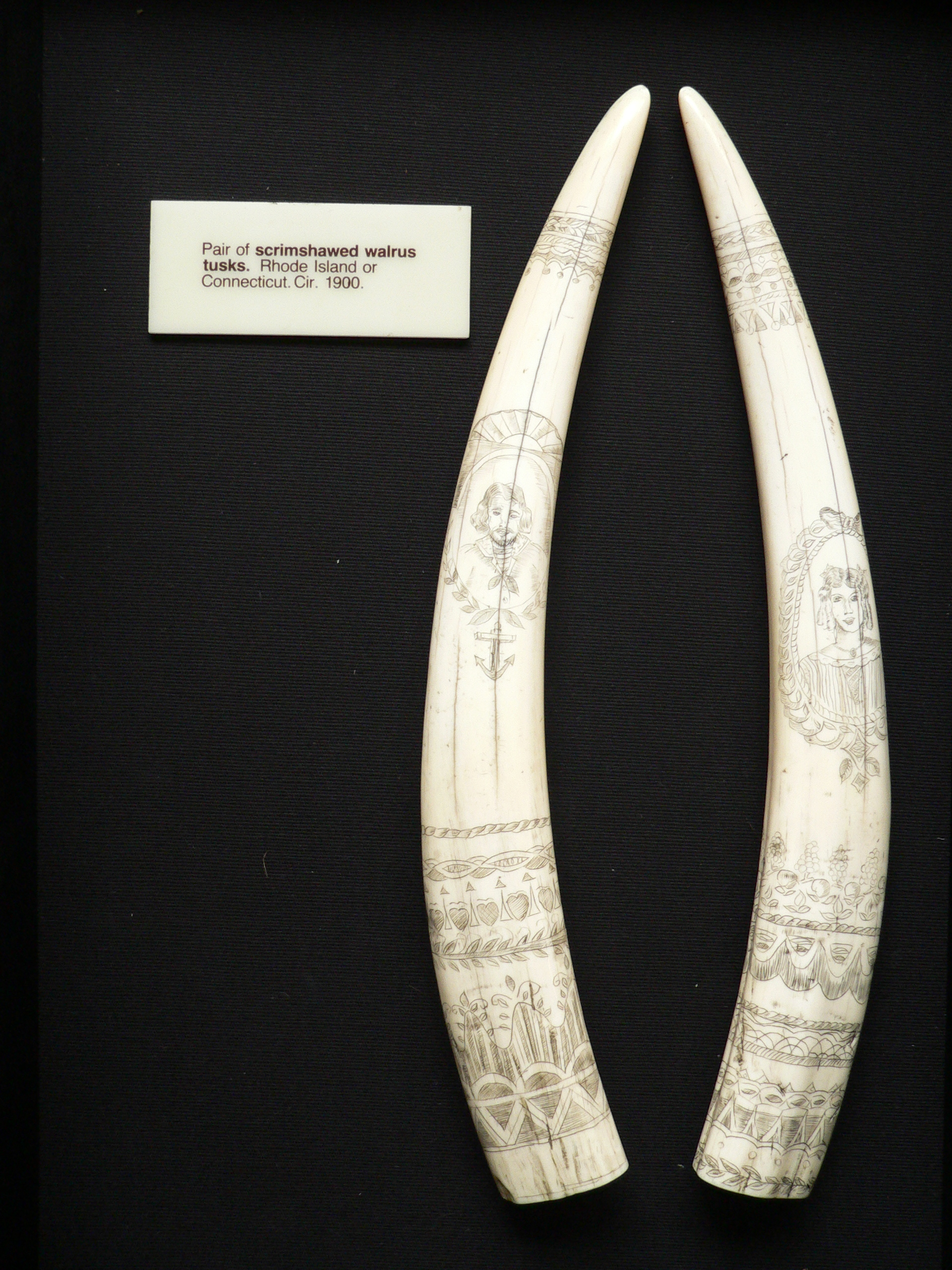
نابا الفظ يصوران بحار وامرأة. رود أيلند أو كوناتيكت، حوالي 1900
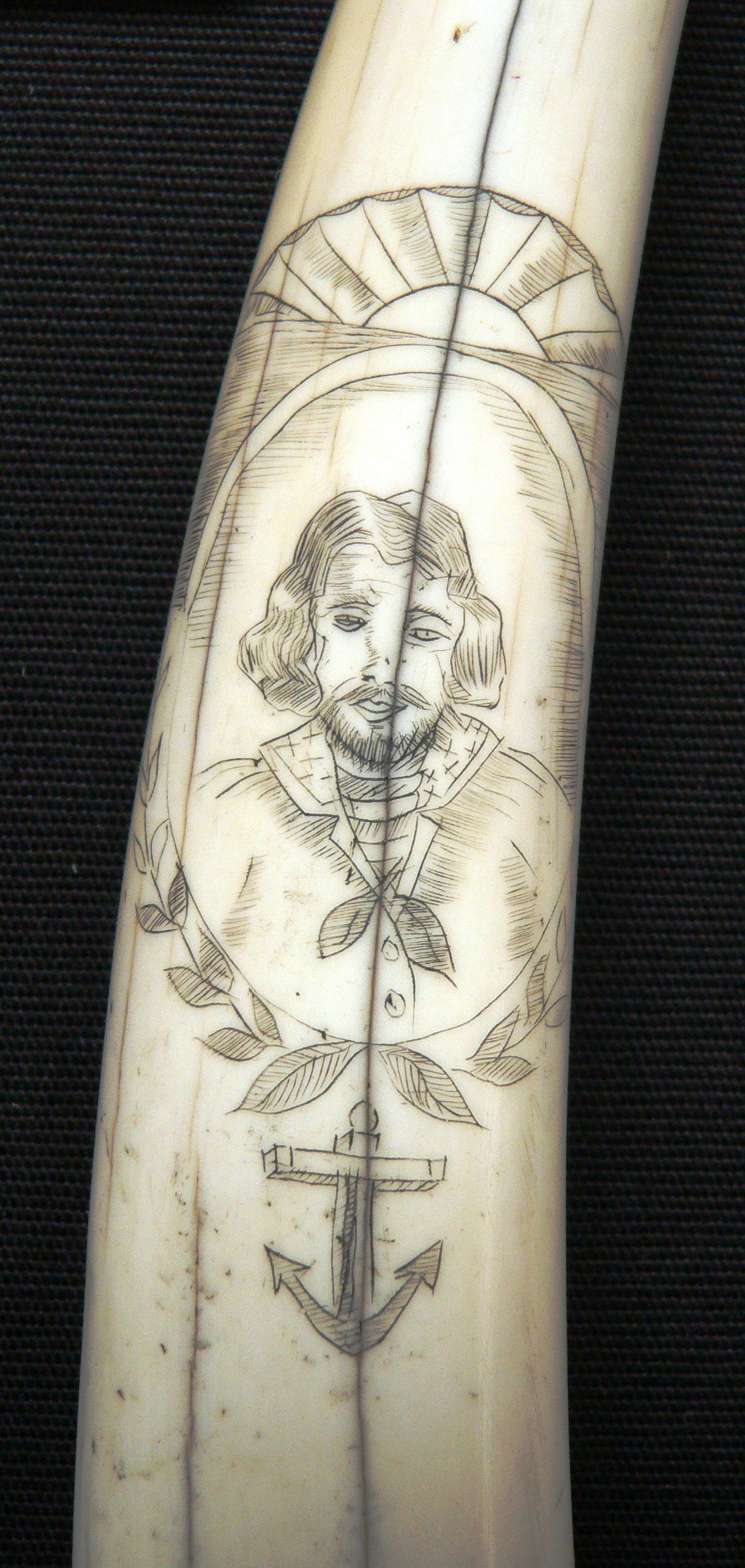
منظر قريب لبحار
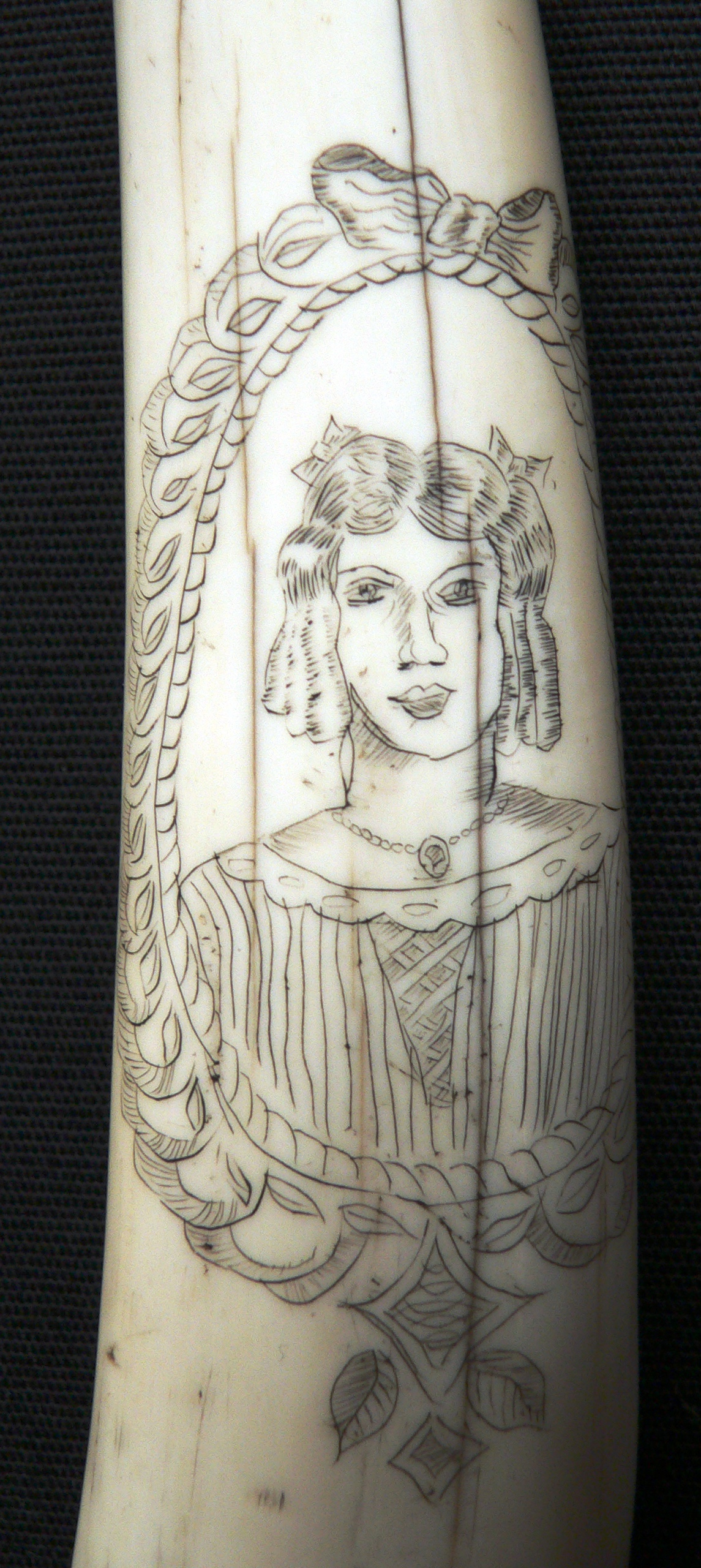
منظر قريب لامرأة
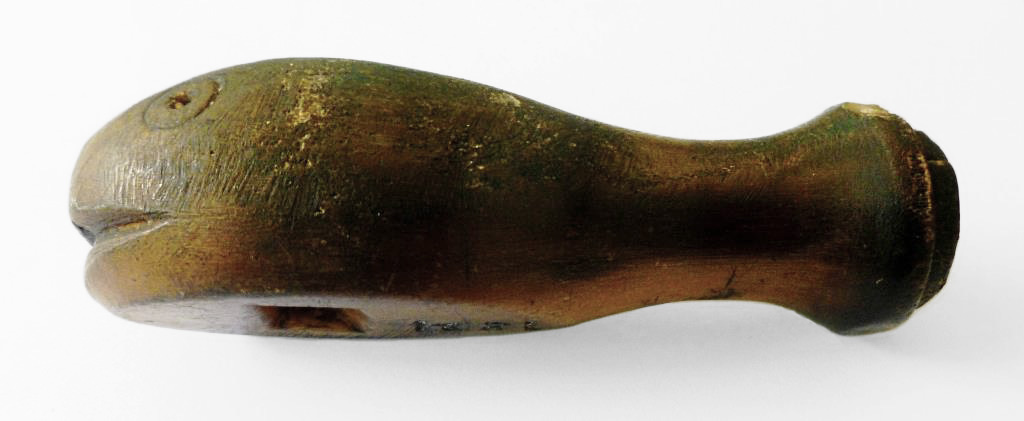
صافرة من بالين منحوت يعود تاريخه إلى 1821. وطوله 8 سنتميترات.